# 재현중학교
재현중학교(在鉉中學校)는 대한민국 서울특별시 노원구 중계동에 있는 사립 중학교이다.

## 학교 연혁
- 1970년 6월 11일 : 학교법인 재현학원 허가 및 이익엽 여사 초대 이사장 취임
- 1971년 1월 30일 : 재현중학교 설립인가(27학급)
- 1971년 3월 1일 : 초대 황문삼 교장 취임
- 1971년 3월 3일 : 개교 및 제1회 입학식
- 1990년 6월 11일 : 제2대 김진우 이사장 취임
- 2002년 3월 2일 : 남여공학으로 전환(남 202명, 여 150명)
- 2021년 3월 1일 : 제12대 서동수 교장 취임
- 2022년 2월 11일 : 제49회 졸업식(졸업생 총수 28,176명)
- 2022년 3월 2일 : 제52회 입학식

## 참고 자료
- 재현중학교 - 한국교육학술정보원 학교알리미